# Rudolf Wachter (Philologe)
Rudolf Wachter (* 29. November 1954 in Winterthur) ist ein Schweizer Sprachwissenschaftler und Klassischer Philologe.

## Leben
Wachter studierte Klassische Philologie an der Universität Zürich (lic. phil 1981, Dr. phil. 1987) und an der University of Oxford (DPhil 1991). Von 1991 bis 1997 war er als Lehrbeauftragter an der Universität Basel tätig, wo er 1996 auch habilitiert wurde.
Von 1997 bis 2020 war er Extraordinarius für «Griechische und Lateinische Sprachwissenschaft unter besonderer Berücksichtigung indogermanistischer Aspekte» an der Universität Basel. Parallel dazu lehrte er von 1990 bis 2006 an der Universität Freiburg (Schweiz), zuerst als Lehrbeauftragter, ab 1997 als Gastprofessor, und von 2006 bis 2020 war er «Professeur associé de linguistique historique indo-européenne» an der Universität Lausanne. Seit 2007 ist er ordentliches Mitglied der Academia Europaea.
Seine Forschungsschwerpunkte sind griechische und lateinische Sprachwissenschaft, Philologie und Epigraphik, historisch-vergleichende (indogermanische) Sprachwissenschaft sowie Alphabetgeschichte und Schreibtechnik (v. a. in der Antike). In dieser Rolle fungierte er unter anderem beim Basler Homer-Kommentar als Berater.

## Publikationen (Auswahl)
- Altlateinische Inschriften. Sprachliche und epigraphische Untersuchungen zu den Dokumenten bis etwa 150 v. Chr. Peter Lang, Bern 1987, ISBN 3-261-03722-9 (Dissertation).
- Non-Attic Greek Vase Inscriptions. Oxford University Press, Oxford 2001, ISBN 0-19-814093-2 (Habilitationsschrift).
- Sprache und Religion. Reflexion zu: Johann Sebastian Bach: Wahrlich, wahrlich, ich sage euch. Kantate BWV 86. Rudolf Lutz, Chor und Orchester der J. S. Bach-Stiftung, Terry Wey, Johannes Kaleschke, Markus Volpert. Samt Einführungsworkshop sowie Reflexion von Rudolf Wachter. DVD. Gallus Media, 2015.
- Pompejanische Wandinschriften, Lateinisch-Deutsch. Herausgegeben und übersetzt von Rudolf Wachter. Sammlung Tusculum, De Gruyter, Berlin/Boston 2019, ISBN 978-3-11-064943-7.